# Zip-a-Dee-Doo-Dah
Zip-a-Dee-Doo-Dah es una canción de la película de Disney Canción del Sur, hecha en 1946. Fue interpretada por James Baskett, y la música fue compuesta por Allie Wrubel y la letra por Ray Gilbert, y fue publicada en 1946. Ganó el Óscar a la mejor canción. Durante muchos años la canción fue parte de un medley tema de apertura del maravilloso mundo de Disney y programas de televisión a menudo se ha utilizado en otras producciones de televisión y video por el estudio. Es una de las muchas canciones populares que cuenta con un pájaro azul ("Mr. Bluebird en mi hombro"), caracterizado por el "pájaro azul de la felicidad", como símbolo de la alegría.

## Versiones
- El comediante y músico británico Bill Bailey interpreta una versión con la banda Portishead de esta canción en su show Part Troll como una propuesta para un nuevo Himno nacional británico.
- El grupo musical The Jackson 5 en su primer álbum Diana Ross Presents The Jackson 5 de 1969, interpretan otra versión de esta canción dando además el comienzo a dicho álbum.
- Miley Cyrus canta esta canción en el CD DisneyMania (volumen 4) en 2006. La canción logró entrar en algunas listas de éxitos.

### Posiciones
| País        | Lista          | Mejor posición |      |
| 2010        | 2010           | 2010           | 2010 |
| ----------- | -------------- | -------------- | ---- |
| Irlanda     | ITunes Ireland | 75             |      |
| Reino Unido | ITunes UK      | 62             |      |